# 권경환
권경환(權景煥, 1929년 ~ 2024년 3월 29일)은 대한민국의 포항공과대학교 명예교수, 수학자이다.

## 학력
- 1952    서울대학교 문리과대학 이학사(수학)
- 1953 ~ 1954 미국 미시간 대학교 대학원 이학석사(수학)
- 1954 ~ 1958 미국 미시간 대학교 대학원 이학박사(수학)

## 주요경력
- 1962 ~ 1965 미국 플로리다 주립 대학교 수학과 교수
- 1964 ~ 1965 미국 프린스턴 고등연구소 연구원
- 1965 ~ 1993 미국 미시간 주립 대학교 수학과 교수
- 1990 ~ 1999 포항공과대학교 수학과 교수

## 생애 및 업적
위상수학(topology) 분야에서 다양체(manifold) 연구를 통해 국제적으로 주목받는 연구성과를 내고, 이를 바탕으로 미국과 한국 양국의 수학 발전에 기여한 세계적 수학자
서울대학교 수학과를 졸업하고 해외유학을 떠나 1958년 미국 미시간대학에서 박사학위를 받았다. 이후 1962년부터 플로리다주립대학에서 교수로 재직하던 중, 1964년에서 1965년 저명한 프린스턴 고등연구소의 연구원으로 일했다. 당시 연구소의 연구원이었던 이휘소 박사와 같은 학교의 플라즈마 연구소에 있던 정근모 박사 등과도 친분을 맺었다. 1965년에는 미시간주립대학으로 자리를 옮겼고, 1990년 포항공과대학의 초청으로 귀국하여 수학과의 기틀을 잡을 때까지 연구와 인재 양성에 힘썼다. 미시간주립대학의 수학과는 그의 리더십에 힘입어 미국 대학의 수학과 분류상 제2그룹에서 제1그룹으로 도약할 수 있었다.
위상수학 가운데서도 기하위상수학(geometric topology) 연구에 성과를 내었다. 위상수학에서 가장 중요하게 다루는 대상 중 하나가 다양체인데, 이는 “국소적으로 유클리드 공간과 동등한 모습을 갖는 수학적 공간”으로 규정되는 대상이며 현대 수학의 여러 핵심 분야에서 중요한 연구대상이 되고 있다. 이 다양체 연구를 통해 1960년대 위상수학을 발전시켰다.
1964년 “Product of Euclidian Spaces Modulo an Arc”(Annals of Mathematics 79-2)라는 논문에서 다양체 연구를 크게 진척시켰으며, .또한 1965년에 발표한 “Product and Sum Theorems for Whitehead Torsion”(Annals of Mathematics 82-2)에서는 다양체의 본질적 불변량(invariant) 중 하나인 “화이트헤드 토션”이 더하기나 곱하기와 같은 연산에 대해 어떻게 변화하는지를 검토했다.
그 성과로 “부분적으로 선형성을 가지는 PL 다양체”라는 범주를 분류해 내고, 그 특성을 밝힐 수 있었다. 이와 같은 연구결과는 수학계의 최고 권위를 자랑하는 Annals of Mathematics 등에 게재되었다. 그가 발간한 40여 편의 논문은 평균 4.4회의 인용회수를 기록하고 있다.
연구에 함께 참여한 제자들도 대부분 미국 등 세계 각지에서 교편을 잡고 위상수학 분야의 연구를 이어가고 있다.
1990년 신생 포항공과대학의 초청을 받아들여 미시간주립대학을 떠나 한국으로 돌아왔다. 미시간주립대학 수학과의 성장을 이끌었던 경륜을 바탕으로 포항공대 수학과의 기틀을 다졌으며, 1999년 퇴직하면서는 한국 수학의 발전과 후진 양성을 위해 ‘권경환 석좌기금’을 출연했다. 미국에 거주하면서도 포항공대의 발전을 위해 지도와 조언을 아끼지 않았다.
2018 대한민국 과학기술유공자로 지정되었다.

## 참고자료
- 대한민국 과학기술유공자 홈페이지
- 한국 수학계의 위상을 높인 세계적 수학자 권경환 박사